# Парламентарни избори у Србији 1993.
Превремени парламентарни избори 19. децембра 1993. одржани су, годину и по након претходних избора, након што је председник Србије Слободан Милошевић у октобру те године распустио скупштину због сукоба СПС-а са СРС-ом, који је претходно својим гласовима помогао СПС-у да самостално формира мањинску владу.
Избори су спроведени по пропорционалном изборном систему са 9 изборних јединица.
Као и претходне, изборе су бојкотовале странке које репрезентују Албанце са Косова и Метохије, који су чинили око 17% становништва Србије.
После избора је коалицији око СПС-а фалило 3 посланичка места за скупштинску већину. После преговора је Нова демократија, која је на изборе изашла као члан опозиционе коалиције ДЕПОС, са својих 9 посланика склопила договор са СПС-ом, чиме је омогућена тесна већина од 7 посланика.

## Излазност
У бирачке спискове било је уписано 7.010.389 бирача, на изборе је изашло 4.300.440 или 61,34%.

## Изборни систем
На изборима је било 9 изборних јединица за избор укупно 250 народних посланика: 1. Београд са 46 посланика, 2. Зрењанин са 28 посланика, 3. Крагујевац са 29 посланика, 4. Лесковац са 25 посланика, 5. Ниш са 24 посланика, 6. Нови Сад са 28 посланика, 7. Приштина са 24 посланика, 8. Смедерево са 22 посланика и 9. Ужице са 24 посланика.

## Резултати
|                                                                               |           |        |         |      |
| Партија                                                                       | Гласови   | %      | Мандати | +/–  |
| Социјалистичка партија Србије                                                 | 1.576.287 | 38,21  | 123     | +22  |
| ДЕПОС − Уједињена опозиција                                                   | 715.564   | 17,34  | 45      | +14  |
| Српска радикална странка                                                      | 595.467   | 14,43  | 39      | –34  |
| Демократска странка                                                           | 497.582   | 12,06  | 29      | +23  |
| Демократска странка Србије                                                    | 218.056   | 5,29   | 7       | –11  |
| Демократска заједница војвођанских Мађара                                     | 112.456   | 2,73   | 5       | –4   |
| Сељачка странка Србије                                                        | 65.623    | 1,59   | 0       | –3   |
| Народна странка                                                               | 48.331    | 1,17   | 0       | 0    |
| Странка српског јединства                                                     | 41.362    | 1,00   | 0       | –5   |
| Демократска коалиција за Војводину (РДСВ–ЛСВ–СЈ)                              | 41.097    | 1,00   | 0       | –2   |
| Удружена левица                                                               | 34.366    | 0,83   | 0       | 0    |
| Коалиција Партија за демократско деловање и Демократска Партија Албанаца      | 29.342    | 0,71   | 2       | +2   |
| Странка девизних штедиша                                                      | 17.452    | 0,42   | 0       | Нова |
| Српска демократска странка Србије                                             | 15.447    | 0,37   | 0       | 0    |
| Српска народна обнова                                                         | 15.187    | 0,37   | 0       | 0    |
| Нови комунистички покрет Југославије                                          | 9.854     | 0,24   | 0       | 0    |
| Народна странка и Народна радикална странка                                   | 8.590     | 0,21   | 0       | 0    |
| Народна радикална странка                                                     | 8.347     | 0,20   | 0       | 0    |
| Комунистичка партија Југославије у Србији                                     | 8.104     | 0,20   | 0       | Нова |
| Социјалдемократска партија                                                    | 5.959     | 0,14   | 0       | 0    |
| Реформска демократска странка Санџака                                         | 5.530     | 0,13   | 0       | Нова |
| Удружење девизних штедиша                                                     | 4.877     | 0,12   | 0       | Нова |
| Демократски савез Хрвата у Војводини                                          | 3.946     | 0,10   | 0       | 0    |
| Српски ројалистички покрет                                                    | 3.627     | 0,09   | 0       | Нова |
| Радничка партија Србије                                                       | 3.019     | 0,07   | 0       | 0    |
| Покрет за заштиту људских права                                               | 2.950     | 0,07   | 0       | 0    |
| Земљорадничка странка                                                         | 2.790     | 0,07   | 0       | Нова |
| Демократска реформска странка Муслимана                                       | 2.697     | 0,07   | 0       | –1   |
| Српски ројалистички блок                                                      | 2.402     | 0,06   | 0       | Нова |
| Напредна странка — Напредњаци                                                 | 2.216     | 0,05   | 0       | 0    |
| Уједињена социјалдемократија                                                  | 2.041     | 0,05   | 0       | Нова |
| Буњевачко-шокачка странка                                                     | 1.745     | 0,04   | 0       | 0    |
| Нова зелена странка "Зелени"                                                  | 1.288     | 0,03   | 0       | 0    |
| Зелена странка                                                                | 827       | 0,02   | 0       | 0    |
| Покрет Влаха                                                                  | 725       | 0,02   | 0       | 0    |
| Комунистичка партија Југословена                                              | 544       | 0,01   | 0       | 0    |
| Савезна странка Југословена                                                   | 524       | 0,01   | 0       | 0    |
| Покрет "Војвода Вук 1903–1993"                                                | 509       | 0,01   | 0       | Нова |
| Странка за мир и просперитет                                                  | 420       | 0,01   | 0       | 0    |
| Покрет нове Србије                                                            | 323       | 0,01   | 0       | Нова |
| Југословенска демократска странка                                             | 277       | 0,01   | 0       | 0    |
| Либерална странка Ваљева                                                      | 275       | 0,01   | 0       | Нова |
| Демократска унија центра                                                      | 180       | 0,00   | 0       | 0    |
| Странка вишепартијског социјализма                                            | 149       | 0,00   | 0       | Нова |
| Либерална странка и Београдска странка ,,БЕСТ''                               | 134       | 0,00   | 0       | 0    |
| Републиканска странка                                                         | 104       | 0,00   | 0       | 0    |
| Независни                                                                     | 17.017    | 0,41   | 0       | 0    |
| Укупно                                                                        | 4.125.609 | 100,00 | 250     | 0    |
|                                                                               |           |        |         |      |
| Важећи гласови                                                                | 4.125.609 | 96,00  |         |      |
| Неважећи/празни гласови                                                       | 171.824   | 4,00   |         |      |
| Укупни гласови                                                                | 4.297.433 | 100.00 |         |      |
| Регистровани гласачи/излазност                                                | 7.010.389 | 61,30  |         |      |
| Извор: Републичка изборна комисија Архивирано на веб-сајту (19. фебруар 2025) |           |        |         |      |

На изборима су учествовале 84 изборне листе.

## Сазив парламента и нова влада
Социјалистичка партија Србије је поново формирала владу, на чијем челу се овог пута налазио Мирко Марјановић, уз помоћ преласка посланика Нове демократије у владајућу већину који су на изборима наступили у склопу опозиционе коалиције ДЕПОС.